# 베른하르드 칼그렌

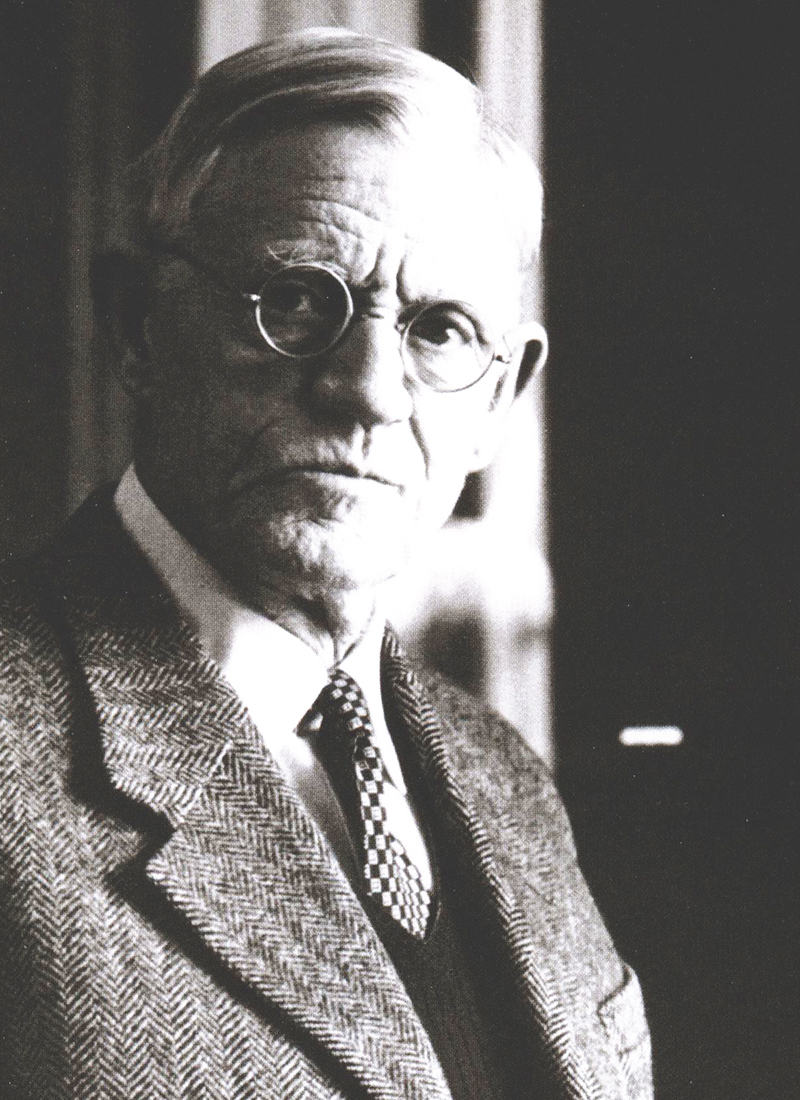
1960년대의 모습

클라스 베른하르드 요한네스 칼그렌(스웨덴어: Klas Bernhard Johannes Karlgren, 1889년 10월 15일 ~ 1978년 10월 20일)은 스웨덴의 중국학자, 언어학자이다. 중국어식 이름은 가오번한(중국어: 高本漢, 병음: Gāo Běnhàn)이다. 중고한어와 상고한어를 역사상 처음으로 재구한 학자이다.

## 생애
16세때 스웨덴 중부의 달라르나 지방의 방언에 관한 연구를 펴냄으로써 일찍부터 학문적으로 두각을 나타냈다. 스웨덴 웁살라 대학에서 런델(J. A. Lundell)교수 휘하에서 러시아어를 전공하였다. 비교음운학에 흥미를 나타내던 슬라브학 전공학생이던 그는 역사비교음운학을 중국어에 적용해 보기로 마음먹었다. 스웨덴에서는 중국어를 배울 수 없었기에 러시아 상트페테르스부르크로 건너가 이바노프 교수(A. I. Ivanoff)로부터 약 2달간 중국어를 익혔다. 1910~1912년동안은 중국에 체류하면서 중국어를 익히는 한편, 중국각지의 24개 방언을 수집하여 로마자 음사로 비교,정리해냈다.
1915년에는 다시 웁살라대학으로 돌아가 박사학위를 받았다. 이후 예테보리에서 1931년부터 1936년까지 학장을 지냈다. 1939년에는 박물관장직을 맡아 1959년까지 역임했다.
1978년 10월 20일에 스톡홀름에서 89세의 나이로 사망했다.